# Naděžda Brázdilová
Naděžda Brázdilová (rozená Procházková, 2. června 1925 Rakovník – 28. prosince 2010 Trutnov) byla česká teoložka, duchovní Československé církve husitské, překladatelka a publicistka. V říjnu roku 1947 se stala po Olze Peškové-Kounovské druhou vysvěcenou farářkou ČCS(H), kde sloužila jako duchovní až do roku 2001.

## Život

### Mládí a vysvěcení
Narodila se v Rakovníku do rodiny, hlásící se k Československé církvi husitské.
Po skončení druhé světové války odsouhlasila ČCH, od roku 1945 již pod státním dohledem, kněžské svěcení žen-farářek, zcela rovnocenných mužským duchovním, a taktéž dobrovolnost celibátu. V tomto ohledu se jednalo o přelomové rozhodnutí, podobné pravomoci ženám udílelo v té době pouze malé množství evangelických církví například ve Švédsku.
Naděžda Procházková byla po absolutoriu teologie na Husově československé evangelické fakultě bohoslovecké 30. října 1947 vysvěcena biskupem pražské diecéze CČS Miroslavem Novákem a patriarchou církve Františkem Kovářem druhou ženou-farářkou církve. Ve stejném roce, 6. července, byla za přítomnosti obou hodnostářů vysvěcena první farářka Olga Pešková-Kounovská. V následujících letech byly farářkami vysvěceny také další ženy, např. Anežka Ebertová.
Provdala se roku 1948 za teologa a faráře CČS Th. Dr. Jaroslava Brázdila, duchovního CČS(H), se kterým pak sloužila jako pomocná duchovní. Začala pak užívat příjmení Brázdilová, s manželem počala 3 dcery.

### Po roce 1948
Po převzetím politické moci ve státě Komunistickou stranou Československa v únoru 1948 se domácí církve dostaly pod silný politický tlak. Prvním působištěm Brázdilové byla Praha-Žižkov, pak spolu s manželem Jaroslavem Brázdielm působila jako duchovní v Ústí nad Labem, Liberci a Jenišovicích. Kvůli politickým problémům přešla do hradecké diecéze, kde pak doživotně vykonávala duchovenskou činnost v Trutnově a dočasně v Úpici.  
Brázdilová vedle výkonu duchovenské služby se např. čile podílela na organizacích konferencí farářek církve, s manželem překládala teologické texty z němčiny. Byla aktivní v mezinárodním hnutí křesťanských žen. K jejím inspiracím patřila např. Dorothee Sölle, jejíž myšlenky uplatňovala ve své činnosti farářky. Křesťanství nepovažovala pouze za spirituální záležitost, nýbrž v něm spatřovala výzvu k sociálně spravedlivé společnosti, v níž se naplní zvěst evangelia. Spolu s prof. Anežkou Ebertovou se podílela na vzniku dokumentu "Základy sociálně etické orientace CČSH", který byl přijat na řádném sněmu církve v roce 1983. Dokument je v něčem dobově poplatný, avšak vyjadřuje myšlenky o poslání církve a křesťanů, které v některých ohledech předběhly svou dobu a dnes jsou znovu aktuální. Křesťan má být odpovědný za svět, v němž žije, a jeho odpovědnost se týká také porušování lidské důstojnosti následkem sociálního vykořisťování a křiklavých nerovností. Křesťanská odpovědnost se vztahuje také na životní prostředí a na přírodu. Tento dokument souzní s podobně laděnými encyklikami papeže Františka (Laudato si, Fratelli tutti). 
Brázdilová se projevovala jako emancipovaná žena-farářka, která ve své praktické činnosti se snažila pomáhat znevýhodněným ženám. Na začátku devadesátých let se zasloužila o založení Mostu k životu, azylového domu pro ženy a matky v nouzi, kde byla dlouhou dobu aktivní jako praktická rádkyně, terapeutka a duchovní.
Roku 2001 pak odešla do penze. Závěr života strávila v Trutnově.

### Úmrtí
Naděžda Brázdilová zemřela 28. prosince 2010 v Trutnově ve věku 85 let.

### Další informace
Vnukem Naděždy Brázdilové je český filosof a vysokoškolský pedagog Michael Hauser.